# Stepan Baranovskij
Stepan Baranovskij, född 4 januari 1818 i Guvernementet Jaroslavl, död 17 oktober 1890 i Jalta, var en ryskfödd, i Finland verksam universitetslärare.
Baranovskij var verksam som gymnasielärare i hemlandet innan han 1844 blev extra ordinarie professor i ryska språket och litteraturen vid Helsingfors universitet. Åren 1853–1862 var han ordinarie professor i samma ämne. Han publicerade skrifter inom områden, inklusive några böcker på svenska, bland annat Brottmålsstatistik i Finland (1850), ett banbrytande arbete.
Baranovskij var efter svensk förebild nykterhetsivrare och grundade 1857 en kommitté, som gav ut småskrifter med nykterhetspropaganda. Han sysslade dessutom med uppfinningar och gjorde bland annat ritningar till en ubåt. Även efter återkomsten till Ryssland förblev han Finlandsvän, vilket han visade bland annat genom att korrigera oriktiga uppgifter om Finland i rysk press.